# Bechet (Dolj)
Bechet ist eine Kleinstadt im Kreis Dolj in der Kleinen Walachei in Rumänien.

## Lage
Bechet liegt im Westen der Walachischen Tiefebene, etwa 4 km nördlich der Donau – gegenüber der bulgarischen Stadt Orjachowo – und 11 km östlich der Mündung des Jiu (Schil) in die Donau. Die Kreishauptstadt Craiova befindet sich etwa 60 km nördlich.

## Geschichte
Der lange landwirtschaftlich geprägte Ort war geeignet als Ausgangspunkt zum Überqueren der Donau mit Booten und Fähren und hatte deshalb wirtschaftliche und militärstrategische Bedeutung. 1877 war Bechet während des Rumänischen Unabhängigkeitskrieges Schauplatz von Kämpfen zwischen rumänischen und russischen Truppen einer- und türkischen Verbänden andererseits.
2004 wurde Bechet zur Stadt erklärt. Die wichtigsten Erwerbsmöglichkeiten für die Bewohner sind der Donauhafen, der Handel im Grenzverkehr mit Bulgarien, die Landwirtschaft und die Fischerei.

## Bevölkerung
1930 lebten in Bechet etwa 2350 Einwohner. Bei der Volkszählung 2002 wurden in der Stadt 3864 Einwohner registriert, darunter 3675 Rumänen und 187 Roma.

## Verkehr
Bechet verfügt über keinen Bahnanschluss. Auf Höhe der Stadt befindet sich ein Donauhafen, der besonders für Fährverbindungen nach Bulgarien von Bedeutung ist. Es besteht regelmäßiger Busverkehr nach Corabia. Die Stadt ist Ausgangspunkt für die Nationalstraßen DN54A nach Corabia, DN55 nach Craiova und DN55A nach Calafat.

## Sehenswürdigkeiten
- Museum
- Kirche Sf. Gheorghe (1870)

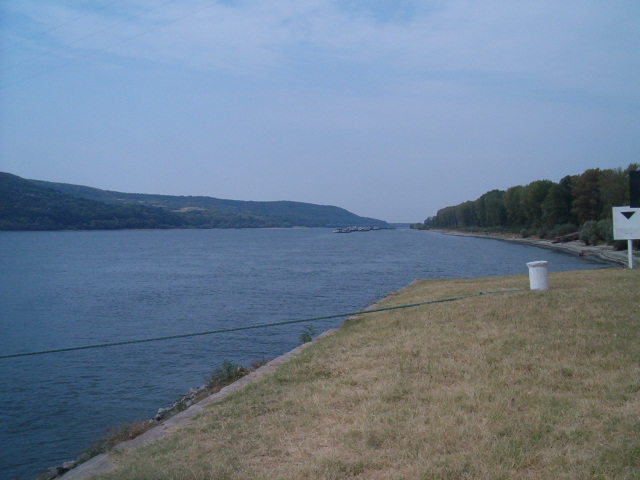
Donau
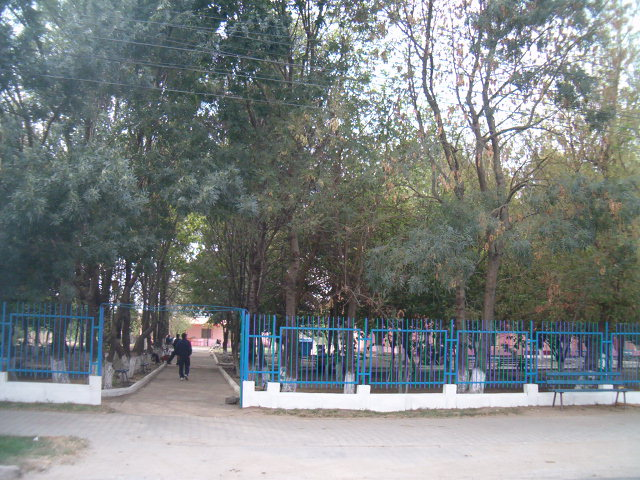
Park
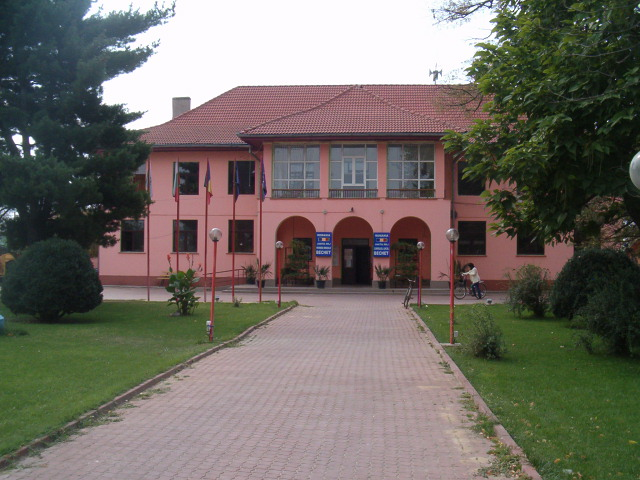
Rathaus

## Bauwerke
Beim Hafen von Bechet befindet sich unmittelbar an der Donau ein 126,5 Meter hoher, heute ungenutzter Freileitungsmast, der 1967 errichtet wurde und Teil der Donaukreuzung der 220 kV-Leitung Ișalnița–Kosloduj war.

## Persönlichkeiten
- Cornel Durău (* 1957), Handballspieler